# (1491) Balduinus
(1491) Balduinus (aussi nommé 1938 EJ) est un astéroïde de la ceinture principale, découvert le 23 février 1938 par Eugène Joseph Delporte à Uccle en Belgique. 
Il a été nommé en l'honneur du roi des Belges Baudouin (Balduin en néerlandais).